# Breitbandvermittlungsnetz
Als Breitbandvermittlungsnetz bezeichnet man ein breitbandiges Vermittlungsnetz mit einer Baumtopologie ähnlich dem Telefonnetz. Ein Breitbandvermittlungsnetz ermöglicht bidirektionale Kommunikation (Breitbandkommunikation) und ist die Voraussetzung für Breitbanddialogsysteme und Interaktives Fernsehen.

## Vorhandene Breitbandvermittlungsnetze
In der Bundesrepublik Deutschland gibt es eine Reihe breitbandiger Vermittlungsnetze; einige dieser Netze sind öffentlich, einige sind nichtöffentlich; einige Beispiele:
- Breitband-Wissenschaftsnetz (B-WiN, ATM-basiert, eingestellt)
- Datex-M (eingestellt)
- ATM-Pilotnetz der Deutschen Telekom (eingestellt)
- Hochgeschwindigkeitsnetz (HGN) Berlin
- Berliner Wissenschaftsnetz BRAIN

## Geplante Breitbandvermittlungsnetze
Das schmalbandige Vermittlungsnetz ISDN sollte zum breitbandigen B-ISDN (Breitband-ISDN) ausgebaut werden; geplant war die zusätzliche Integration breitbandiger Dienste der Individualkommunikation wie beispielsweise die Bildtelefon. Die Planung wurde Ende der 1980er Jahre eingestellt.
Zusätzlich wurde noch zwischen B-ISDN und dem Integrierten Breitbandigen Fernmeldenetz (IBFN) unterschieden, das zusätzlich noch die massenmedialen breitbandigen Verteildienste Fernsehen und Hörfunk mitintegrierte; das IBFN wurde auch als Universalnetz bezeichnet. Die Planung wurde in den 1980er Jahren eingestellt.